# أميمة بنت عبد المطلب
أميمة بنت عبد المطلب، هي عمة الرسول محمد، ووالدة زوجته أم المؤمنين زينب بنت جحش.

## نسبها
- هي: أميمة بنت عبد المطّلب بن هاشم بن عبد مَناف بن قُصَيّ[1] بن كلاب بن مرة بن كعب بن لؤي بن غالب بن فهر بن مالك بن النضر بن كنانة بن خزيمة بن مدركة بن إلياس بن مضر بن نزار بن معد بن عدنان.[2] أبوها عبد المطلب، وهو جد النبي محمد، كان عبد المطلب من سادات قريش، محافظًا على العهود، متخلقًا بمكارم الأخلاق، يحب المساكين، ويقوم على خدمة الحجيج، وكان شريفاً مطاعاً جواداً.[3]
- أمّها: فاطمة بنت عمرو بن عائذ بن عِمران بن مخزوم[1] بن يقظة بن مرة[4] بن كعب بن لؤي بن غالب بن فهر بن مالك بن النضر بن كنانة بن خزيمة بن مدركة بن إلياس بن مضر بن نزار بن معد بن عدنان.[5] وهي جدة النبي محمد لأبيه.[6]

## ولادتها
لم تحدد المصادر تاريخ ومكان ولادتها،  سوى ما ورد في بعض المصادر بأنها ولدت في مكة المكرمة.

## خطبتها وزواجها

### زوجها
تزوجت أميمة في الجاهلية من جحش بن رئاب بن يعمر بن صبرة بن مرة ابن كبير بن غنم بن دودان بن أسد بن خزيمة،  وقيل اسمه: حُجير بن رئاب الأسدي، قيل بأن جحش لم يدرك الإسلام، وقال ابن حبان: له صحبة، وروى الدارقطني بإسنادٍ واهٍ أن النبي  غَيَّر اسم جحْش هذا؛ كان اسمه برَّة فسماه النبيّ  جَحْشًا، والمعروف أن ابنته كان اسمها بَرَّة فَغَيَّره النبيّ ، وذكره الجعابيّ فيمن روى عن النبي محمد من الصحابة هو وابنه.

### خطبتها وزواجها
هناك بعض المصادر التي تحدثت كيفية خطبتها، فقد قال ابن أبي الحديد في شرح نهج البلاغة: «وقال جحش بن رئاب الأسدي حين نزل مكة بعد موت عبد المطلب: والله لأتزوجن ابنة أكرم أهل هذا الوادي، ولأحالفن أعزهم، فتزوج أميمة بنت عبد المطلب، وحالف أبا سفيان بن حرب».
وفي رواية أخرى ذكرها محمد بن حبيب البغدادي حيث جاء في كتابه المنمق: «حلف جحش بن رئاب أمية ومصاهرته عبد المطلب قال: لما قدم جحش بن رئاب بن يعمر الأسدي مكة حالف أمية بن عبد شمس فقيل له تركت أشرف منهم وأعظم عند قريش قدرا عبد المطلب بن هاشم، قال: أما والله! لئن فاتني حلفه لا يفوتني صهره، فخطب أميمة بنت عبد المطلب فزوجه إياها.».

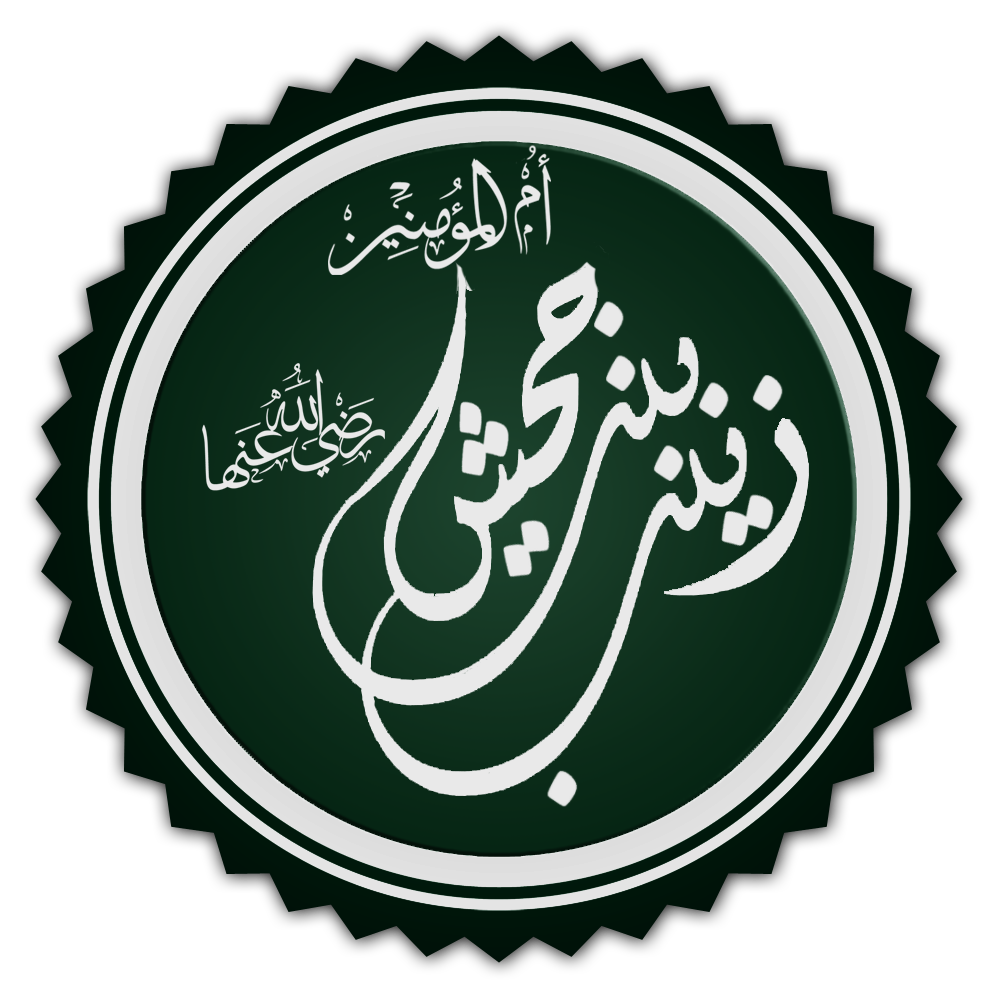
تخطيط اسم أم المؤمنين زينب بنت جحش.

### أبنائها
أنجبت أميمة لجحش:
1. عبد الله بن جحش: هاجر إلى الحبشة، وشهد بَدْرًا.[14]
2. عبيد الله بن جحش: كان زوجًا لأم المؤمنين أم حبيبة بنت أبي سفيان، فأنجبت له حبيبة.[15]
3. أبو أحمد بن جحش: واسمه: عبد الله،[16] وقيل: عبد، وقيل: ثمامة،[17] وقيل: عبد الرحمن،[18] كان من السابقين الأولين، وقيل: إنه هاجر إلى الحبشة، ثم قدم مهاجرًا إلى المدينة.[19] وقال ابن حجر العسقلاني في الإصابة: «عبد الرحمن بن جَحْش الأسدي: ذكره الأمَوِيُّ في المغازي، عن ابن إسحاق، وقال: أسلم قديمًا؛ وقال غيره: هو اسم أبي أحمد الآتي ذكْرُه في الكنى.».[18]
4. زينب بنت جحش: وهي أم المؤمنين، وزوجة رسول الله ، تكنى أمَّ الحكم، كان اسمها بَرَّة، فلما دخلت على رسول الله  سماها زينب، وكانت زوجة لزيد بن حارثة، ثم تزوجها النبي محمد، وتوفيت سنة 20 هـ، ودفنت في البقيع.[20]
5. حمنة بنت جحش: كانت عند مصعب بن عمير، فأنجبت له زينب بنت مصعب، وقُتِل عنها يوم أُحُد، فتزوّجها طلحة بن عبيد الله، فولَدَتْ له محمدًا، وعمران ابني طلحة بن عبيد الله، وروى عنها ابنها عمران بن طلحة بن عُبيد الله.[21]
6. حبيبة بنت جحش: وقيل: أم حبيب بنت جحش، وقيل: أم حبيبة بنت جحش،[22] صحابية، كانت تحت عبد الرحمن بن عوف.[23]

## شعرها
كانت شاعرة فصيحة اللسان، كأخواتها الأُخريات بنات عبد المطّلب،  وأن عبد المطلب لما حضرته الوفاة وعرف أنه ميت جمع بناته، فقال لهن: ابكين على حتى أسمع ما تقلن قبل أن أموت، وقالت أميمة بنت عبد المطلب تبكي أباها:
ونسب إليها ابن سعد أبيات غير هذه، وقال بأنها رثت أباها عند موته بها، وأما عن هذه الأبيات فهي:
قال بشير يموت في كتاب شاعرات العرب في الجاهلية والإسلام: «هي بنت عبد المطلب بن هاشم، ولم تكن لها شهرة أخواتها.».

## إسلامها
اختلف في إسلامها، فقال ابن إسحاق ومن تابعه إنه لم يسلم من عمات النبي محمد غير صفية، ولا خلاف في إسلام صفية، واختلف في إسلام عاتكة وأروى، قيل إن أميمة أسلمت وهاجرت، حيث قال السخاوي في التحفة للطيفة: «وكان له صلى ‌الله‌ عليه‌ وسلم من الأعمام والعمات: العباس وحمزة وعاتكة وأروى وأميمة وصفية وكلهم ممن أسلم»، وذكرها ابن سعد في الطبقات الكبرى في المبايعات في تسمية عمات رسول الله، وذكر ابن سعد أيضًا أن رسول الله أطعم أميمة بنت عبد المطّلب أربعين وسقًا من تمر خيبر حيث قال: «وأطعم رسول الله صَلَّى الله عليه وسلم، أميمة بنت عبد المطّلب أربعين وسقًا من تمر خيبر.». وذكر ابن عساكر قول ابن سعد في تاريخه، ثم قال: «إن صح هذا فقد أسلمت أميمة».
وجاء في كتاب تراجم النساء: «وقد اختلف في إسلامها، فقال ابن سعد: إنها أسلمت وهاجرت، وأطعمها رسول الله عن أربعين وسقا من تمر خيير. وقيل: إنها لم تسلم ولم تهاجر، والمرأة التي أطعمها رسول الله من تمر خيبر هي أميمة بنت ربيعة، ابنة عم رسول الله.».
وقيل بأن أميمة لم تسلم، حيث قالت أمينة عمر الخراط: «وذهب صاحب «سيرة أعلام النبلاء» إلى أنها أسلمت وهاجرت، وأطعهما رسول الله رسول الله صلى الله عليه وسلم أربعين وسقًا من تمر خيبر. وذكر صاحب (السيرة الحلبية) في فصل عماته صلى الله عليه وسلم أن أميمة عمته، وعدد عماته، ثم قال: «ولم يسلم من عماته اللاتي أدركن البعثة من غير خلافة إلا صفية»، وأورد أقوالًا نفيد أن أروى وعاتكة عمتي رسول الله صلى الله عليه وسلم لم تسلما. وهذا النص يفيد أن أميمة والدة زينب لم تدخل الإسلام. وأكد الذهبي حيث قال: «والظاهر أن أميمة الكبرى العمة  ما هاجرت ولا أدركت الإسلام، والتي أسلمت هي أميمة بنت ربيعة الهاشمية. ولم يهتم بذكر إسلامها إلا الواقدي.»».
وقال السبكي: «وأميمة لم تكن أسلمت»، وجاء في هامش التاريخ الكبير: «والعمة لم يثبت إسلامها بل نفاه ابن إسحاق وقال ابن سعد في الطبقات " وأطعم رسول الله صلى الله عليه وسلم أميمة بنت عبد المطلب أربعين وسقا من تمر " الطبقات (8 / 31) كذا قال بغير سند وكأنه من اوهام شيخه الواقدي وقاسها في اطعام أربعين وسقا على أختها صفية».
وهُناك من ذكر بأنها لم تدرك الإسلام، حيث جاء في كتاب درر من آل بيت خير المرسلين محمد: «أما أم حكيم البيضاء، وبرة، وأميمة لم يدركن الإسلام»، وقال صاحب معالي الرتب: «أميمة بنت عبد المطلب: وفيها خلاف أيضا، إلا أن الأكثر على أنها لم تدرك الإسلام». وقال صاحب معالي الرتب أيضًا: «أن أميمة اختلف في إسلامها، والراجح أنها لم تدرك الإسلام».
وقال ابن حجر العسقلاني في الإصابة: «اختلف في إسلامها، فنفاه محمد بن إسحاق، ولم يذكرها غير محمد بن سعد، فقال في باب عمومة النبي صَلَّى الله عليه وسلم، من طبقات النساء: أمها فاطمة بنت عمرو ابن عائذ بن عمران بن مخزوم، وتزوجها في الجاهلية حُجير بن رئاب الأسدي حليف حرب بن أمية، فولدت له عبد الله، وعبيد الله، وأبا أحمد، وزينب، وحمنة، وأطعم رسول الله صَلَّى الله عليه وسلم أميمة بنت عبد المطلب أربعين وسقًا من تمر خيبر. قلت: فعلى هذا كانت لما تزوج النبي صَلَّى الله عليه وسلم ابنتها زينب موجودة.».

## وصفها وصفاتها
كانت أميمة صاحبة جمال وجلال وفصاحة وذكاء وبلاغة وسخاء وشعر ونثر ونسب وفخر.

## وفاتها
لم تشر المصادر لسنة وفاتها، وآخر من مات من عمات رسول الله هي صفية. وقيل إن أميمة كانت من أعلام القرن الأوّل الهجري.

## وصلات خارجية
- أميمة بنت عبد المطلب على موقع الشيعة.